# Plesiodamaeus craterifer
Plesiodamaeus craterifer är en kvalsterart som först beskrevs av Haller 1884.  Plesiodamaeus craterifer ingår i släktet Plesiodamaeus och familjen Gymnodamaeidae. Inga underarter finns listade i Catalogue of Life.